# 배서스트섬 (캐나다)
배서스트섬(Bathurst Island)은 캐나다 누나부트 준주의 섬이다. 면적은 16,042 km2로 세계에서 54번째로 큰 섬이고, 캐나다에서는 13번째로 큰 섬이다.